# Тяньши (компания)
Корпорация «Тяньши» (кит. упр. 天狮, пиньинь: Tiānshī — «Небесный лев»), «Tiens Group Co. Ltd» — транснациональная компания сетевого (многоуровневого) маркетинга, основана в Китае в 1995 году. Основной продукцией являются БАДы и массажёры. Производственные предприятия компании находятся на территории промышленного парка новых технологий города Тяньцзинь. Реализация товаров происходит через систему сетевого маркетинга, дистрибьюторские сети системы «офис-склад», а также онлайн-магазин.
Компания прошла сертификацию по требованиям к GMP в Китае. В России БАД «Тяньши» сертифицированы Федеральной службой по надзору в сфере защиты прав потребителей и благополучия человека. Имеет 15 сертификатов соответствия на свои товары в России.

## Состав корпорации
По информации «Shenzhen Daily» (на 2005 год) в состав группы компаний «Тяньши» (Tiens Group) входит 23 компании в сфере биотехнологий и медицины, группа владеет объектами недвижимости в материковой части КНР. Также у корпорации есть 126 филиалов в 111 странах мира.
Состав группы представлен компаниями: Tiens Biotech Group, Inc. (США, штат Делавэр); Tianjin Tianshi Group Co., LTD (КНР); Tianshi International Holdings Group Ltd. (Британские Виргинские острова); Tianjin Tianshi Biological Engeneering Co. Ltd (КНР); Tianjin Tianshi Pharmaceuticals Co., Ltd (КНР); Tianjin Tianshi Life Resourses Co., Ltd (КНР); Tianjin Tianshi Biological Development Co., Ltd (КНР); Tiens Yihai Co., Ltd (КНР).
Центральный офис корпорации расположен в Хендерсон-центре в Пекине. Основные производственные площади размером более 0,26 км² расположены в зоне внедрения новых технологий Уцинь города Тяньцзиня.
Также компания установила долгосрочные партнёрские отношения с такими крупными компаниями, как L'Oreal, Pfizer Pharmaceuticals и Shiseido. 

### Деятельность в России и СНГ
Tiens Group занимается прямыми продажами в России с 2010 года. По состоянию на начало 2023 года у OOO «Тяньши» 8 собственных подразделений в Москве, Екатеринбурге, Иркутске, Краснодаре, Казани, Новосибирске, Санкт-Петербурге, Уфе, а также около 80 офисов-партнёров в разных регионах. По утверждению представителя компании, прямыми продажами продукции компании в России занимается около 10 тысяч независимых дистрибьюторов, число постоянных покупателей — около 120 тысяч.
В России компания сотрудничает с несколькими производствами. В 2022 году компания объявила, что инвестирует 500 тысяч долларов в поиск и развитие локальных производственных мощностей в России.
Для продвижения продукции компания заключает контракты со спортсменами из разных стран, которых называет «амбассадорами». В России в число таких амбассадоров вошли фигуристка Александра Трусова и синхронистка Варвара Субботина. Также заключён контракт с гимнасткой Оксаной Чусовитиной из Узбекистана и более 50 другими мировыми спортсменами.

## Благотворительность

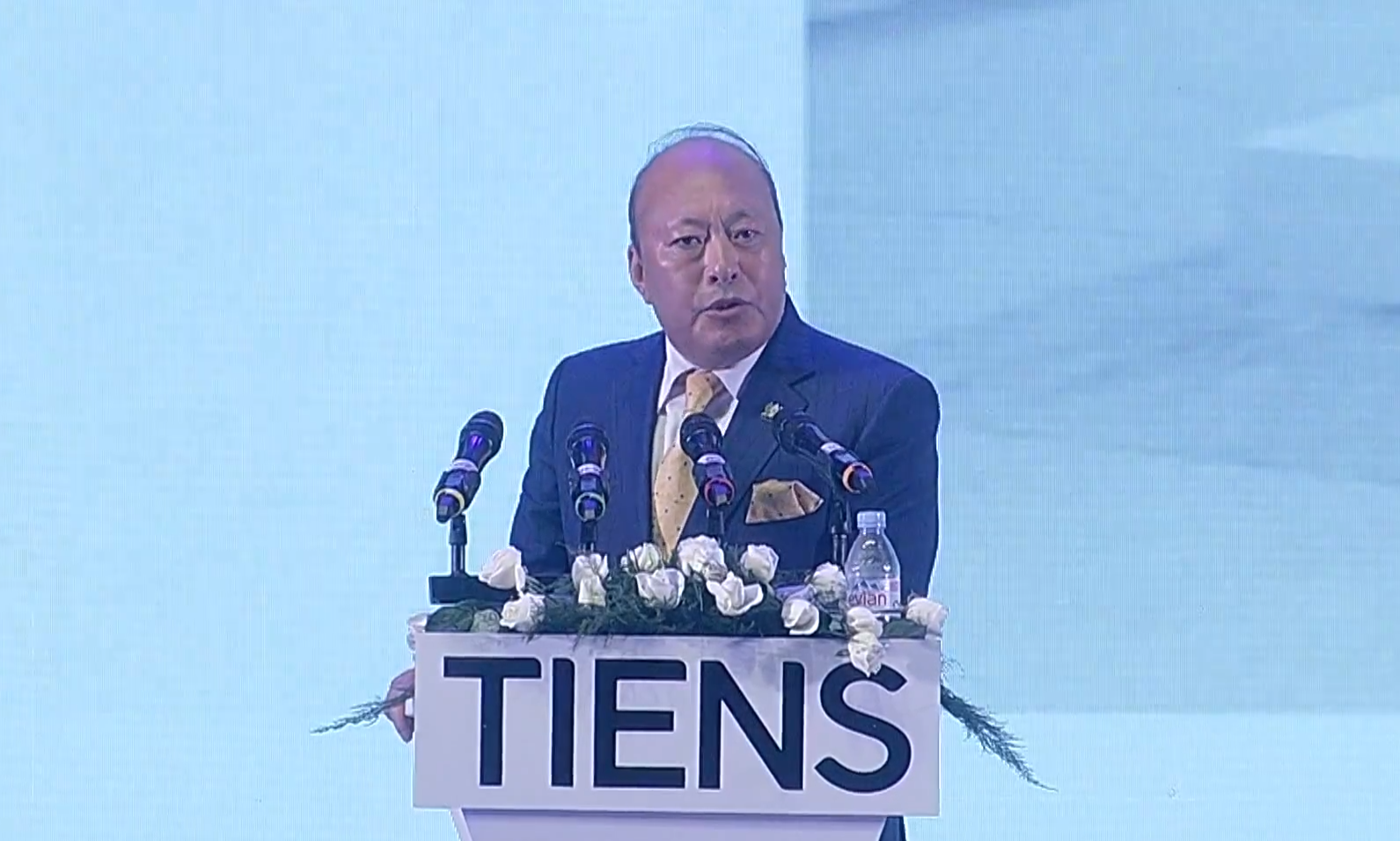
Глава «Тяньши» Ли Цзиньюань

Основатель и председатель правления компании Ли Цзиньюань, по характеристике американского журнала Forbes, является активным филантропом, жертвует деньги на социальные проекты. Им основан международный благотворительный фонд Tiens Meijing International Charitable Foundation, в который Ли Цзиньюань вложил около 100 миллионов американских долларов. Он также выделил 100 миллионов долларов на создание «Колледжа Тяньши» в Китае — частной школы в Тяньцзине, рассчитанной на 3400 студентов. В 2016 году газета The Economic Times указывала, что Ли Цзиньюань выделяет большие суммы на помощь пострадавшим от цунами и землетрясений, а также на борьбу с вирусами SARS.
Пожертвования также делают сотрудники компании. В частности, в 2023 году помощь оказывалась пострадавшим от землетрясения в Турции и Сирии — по утверждению компании, «36 стран евразийского региона Tiens Group собрали помощи более чем на 200 000 долларов. В том числе, российский офис компании собрал 500 000 рублей, закупив на эти деньги нужные товары. Самыми активными регионами-донорами в РФ стали Москва и Казань».

## Критика
Независимые дистрибьюторы корпорации «Тяньши» подвергаются критике по причинам, традиционным для подобных компаний.
В частности, компании ставится в вину неточное информирование дистрибьюторами соискателей о предстоящей деятельности при подаче объявлений и на собеседованиях. Региональной прессой РФ сообщается, что дистрибьюторы компании умалчивают о том, что соискателям предстоит заняться многоуровневым маркетингом, куда нужно будет вкладывать собственные деньги (обязательные взносы, обязательные закупки и пр.), иногда не указывается настоящее название компании, известны случаи публикации объявлений от имени других компаний. Соискателям и дистрибьюторам постоянно рассказываются истории излечения людей от всевозможных заболеваний путём приёма БАДов «Тяньши», однако лечебное (а не общеукрепляющее) действие продукции компании ничем, кроме слов сотрудников компании, не подтверждено, к тому же БАДы не являются лекарствами по определению.
Существует мнение, что данные манипуляции направлены на навязывание новоиспечённым сотрудникам компании приобретения продукции компании по той причине, что на данную продукцию отсутствует добровольный спрос, то есть нет покупателей, заинтересованных в добровольном (без оказания предварительного психологического давления) приобретении их продукции. Также критики компании указывают, что рынок сбыта компании не отвечает определению рынка, поскольку производитель и потребитель являются одной и той же организацией, но на разных её уровнях, а основным способом сбыта товара компании является его продажа собственным сотрудникам, которые вынуждены его покупать с целью приобретения первоначального или более высокого статуса (от 1* до 8*) в компании.
В некоторых публицистических статьях указывается на наличие в системе работы компании признаков «бизнес-секты», или коммерческого культа: вербовка участников обманными методами под видом трудоустройства, введение в заблуждение относительно свойств и действия продукции и размера будущих доходов, культ личности лидеров компании и т. п..
В Российской Федерации по закону РФ торговля БАДами разрешена только в аптечных учреждениях и специализированных отделах продовольственных магазинов (см. СанПиН 2.3.2.1290-03 «Гигиенические требования к организации производства и оборота биологически активных добавок к пище»).
Представители компании «Тяньши» говорят, что компания действует в Китае с 1994 года и до сегодняшнего момента. Но в КНР с 1998 по 2005 год прямые продажи были запрещены в связи с появлением множества криминальных «пирамидных» схем, действовавших под видом компаний прямых продаж, в деятельность которых оказались вовлечены многие миллионы участников, что вылилось в массовые беспорядки и социальную напряжённость. С 1 ноября 2005 года в связи с обязательствами Китая перед ВТО запрет был снят, однако на организацию прямых продаж были наложены жёсткие ограничения. Лишь 14 из 200 компаний прямых продаж, действовавших в стране, смогли пройти лицензирование на осуществление такой деятельности, в том числе четыре китайских и десять многонациональных компаний. Тяньши в этом списке не числилась.

### Конфликт с Русской православной церковью
Чебоксарско-Чувашская епархия Русской православной церкви включила компанию «Тяньши» в список сект и тоталитарно-деструктивных организаций. Иерей Владимир Захаров, руководитель отдела религиозного образования и катехизации при Чебоксарско-Чувашской епархии считает эти компании «финансовыми культами» исходя из того, что «их сотрудники страдают психологическим состоянием, схожим с состоянием сектантов», а также указывает, что компании, занимающиеся сетевым маркетингом (в том числе «Тяньши»), попали в список по тоталитарному признаку, так как, по его мнению, их руководство контролирует образ жизни и поведение своих работников.
Однако руководитель миссионерского отдела Казанской епархии протоиерей Сергий Титов считает что «компании, занимающиеся прямыми продажами, — это, конечно, не секты», и что «об этом стоит говорить, но бороться нужно с теми сектами, адепты которых выбрасываются из окон».